# Rolf E. Schenker
Rolf E. Schenker (* 1927 in Hamburg; † 21. Oktober 2022) war ein deutscher Schauspieler und Hörspielsprecher.

## Leben
Schenker nahm ab 1943 Schauspielunterricht und war in den folgenden Jahrzehnten vor allem auf den Bühnen seiner Heimatstadt künstlerisch tätig. Er spielte im St.-Pauli-Theater zahlreiche Rollen im Bühnenfach des jugendlichen Liebhabers und später Charakterrollen im Ernst Deutsch Theater. Weitere Bühnenstation waren das Altonaer Theater unter Hans Fitze, das Hamburger Schauspielhaus, das Ohnsorg-Theater, Bühnen in Bremen und Wilhelmshaven sowie Tourneetheater. Darüber hinaus wirkte Schenker zwischen 1966 und 1997 in 23 Inszenierungen der Karl-May-Festspiele auf der Freilichtbühne in Bad Segeberg mit.
Im Fernsehen war Schenker ein eher seltener Gast. Hier war er beispielsweise in Fernsehserien wie Großstadtrevier und Aufzeichnungen von Inszenierungen des Ohnsorg-Theaters wie 1994 neben Hilde Sicks in Nebel im Paradies zu sehen.
Einem breiten Publikum ist Schenker vor allem durch seine Stimme bekannt. Er wirkte bei zahlreichen Kinder- und Jugendhörspielen bekannter Label wie Europa, PEG und Teldec mit wie Die drei ???, Ein Fall für TKKG und Fünf Freunde. In fünf Folgen der Asterix-Hörspielbearbeitung verkörperte Schenker in der Nachfolge von Wolfgang Völz den römischen Imperator Julius Caesar in einer freien Interpretation der Vorlage mit dialektalem Einschlag.

## Hörspiele (Auswahl)
- 1971: Die letzten Tage von Pompeji, Europa.
- 1971: Die drei Musketiere, Europa.
- 1975: Der Graf von Monte Christo, PEG
- 1976: Flash Gordon (3) – Die Raumfalle II, Teldec.
- 1987: Asterix (20) auf Korsika (diesmal als „Azurix“), Europa.
- 1987: Asterix (22) – Die große Überfahrt (diesmal als „Fortwienix“), Europa.
- 1987: Asterix (23) – Obelix GmbH & Co. KG, Europa.
- 1987: Asterix (24) bei den Belgiern, Europa.
- 1987: Asterix (26) – Die Odyssee, Europa.
- 1988: Asterix (27) – Der Sohn des Asterix, Europa.
- 1992: Asterix (29) und Maestria, Europa.
- 1989: Das Schloß-Trio (7) – Der Jenseits-Express, Europa.
- 1989: Die drei ??? (45) und das Gold der Wikinger, Europa.
- 1989: Fünf Freunde (25) und die Flugzeugentführer, Europa
- 1989: Fünf Freunde (26) und die Perlenschmuggler, Europa.
- 2002: Fünf Freunde (47) und der singende Schrank, Europa.
- 2002: Die drei ??? (105) – Der Nebelberg, Europa.
- 2003: Larry Brent (16) – Orungo, Fratze aus dem Dschungel, Europa.
- 2009: Fünf Freunde (82) und der verhängnisvolle Treibsand, Europa.
- 2009: Fünf Freunde (83) und das Abenteuer im Hundeschlitten, Europa.
- 2009: Hanni & Nanni (33) gefangen im Eis, Europa.
- 2010: Die drei ??? (136) und das versunkene Dorf, Europa.
- 2010: Ein Fall für TKKG (171) – Das lebende Gemälde, Europa.